# Morten Soubak
Morten Soubak (født 6. august 1964 i Fodby) er en dansk håndboldtræner, der bl.a. har været træner for Brasiliens og Angolas håndboldlandshold. Han deltog med det brasilianske landshold under VM 2011 i Brasilien og desuden ved VM 2013 i Serbien.

## Karriere
Soubak startede sin trænerkarriere med ansvar for kadetter og ungdomshold, og har trænet både kvinder og mænd.
Mellem 2000–01 trænede han kvindeholdet GOG/Gudme i Danmark, som blandt andet var med i Champions League og store turneringer i Danmark, som havde verdens stærkeste kvindeliga. I 2002 blev Soubak træner for Danmarks junior-herrelandshold. 1. juli 2003 fik Soubak ansvar for kvindeholdet til FCK Håndbold, hvor han blandt andet trænede Brasiliens målmand Chana Masson.
Soubak flyttede derefter til Brasilien for at blive træner for det brasilianske kvindelandshold. Siden 2007 var han også træner for São Paulo-håndboldklubben Pinheiros, men var fra 2011 kun træner for landsholdet. I perioden, hvor han var klubtræner, vandt han også ligaguld, Brasil-cupen, Paulista-cupen og Open Games i byen. I 2013 vandt han VM med det brazilianske landshold; det første nogensinde for både Brazilien og Sydamerika i det hele taget.
Morten Soubak gik på Ny Holsted Skole i Næstved og senere på Næstved Gymnasium. Hans far, Peter, var brugsuddeler i Fodby.